# 紀里谷和明
紀里谷 和明（きりや かずあき、1968年4月20日 - ）は、日本の元映画監督。KIRIYA PICTURES所属。熊本県球磨郡あさぎり町（旧免田町）出身。

## 略歴
1968年、熊本県・宮崎県で手広くパチンコ店を経営する岩下兄弟社代表の父・岩下博明と、軍人の娘である母・道子の長男・和裕として生まれる。免田町の小・中学校に進学した。
1983年、中学2年終了と同時に中退し、単身アメリカのサンディエゴに向かう。マサチューセッツ州にあるアートハイスクール、Cambridge School of Westonに進学して、デザイン・音楽・絵画・写真などを学ぶ。
1987年、パーソンズ美術大学（Parsons The New School for Design）環境デザイン科に進み建築を学ぶ。
1989年、大学を2年で中退。学生時代当初はビジネスマンを目指していたが、英語が通じない時に自分が描いた絵を渡して喜ばれた経験からアートの世界を志向するようになった。21歳のときデザイン会社を設立するもうまくいかず、ヨーロッパやアフリカを放浪。中退後の5年間は、自ら「暗黒の時代」と語っている。
1994年、ニューヨーク在住時26歳のときに知り合いから頼まれた音楽雑誌『VIBE』用の作品をきっかけにカメラマンとしてデビュー。ジェイ・Zなど多くのアーティストの写真を手掛けるようになる。以降、日本国内外でPV制作も数多く手掛ける。CM、広告、雑誌のアートディレクションなど幅広く活躍。
2002年9月、ミュージック・ビデオ撮影を通じて知り合ったシンガーソングライターの宇多田ヒカルと結婚したが、2007年3月に離婚。二人の間に子どもはいなかった。
2004年、子供のころ好きだったテレビアニメ『新造人間キャシャーン』を映画化し、映画監督としてデビュー。2009年には2作目『GOEMON』を製作し、明智光秀役で俳優としても出演した。
2012年チェコで、クライヴ・オーウェン、モーガン・フリーマン出演の映画『ラスト・ナイツ』を撮影、2015年公開。
2020年8月6日、対話形式の自己啓発小説「地平線を追いかけて満員電車を降りてみた」（文響社）を出版。
2023年公開の『世界の終わりから』をもって映画監督を引退することを発表した。
2024年12月25日にリリースされる花譜の4thアルバム「寓話」にて楽曲『スワン』の作詞を担当。
2024年12月25日紀里谷自身の公式Xにて再開すると投稿。

## 人物
- 父親が経営するパチンコ店の工事現場を見ていた子供のころの経験が、大人数を取りまとめなくてはならない映画制作の現場に役立ったという。「パチンコ屋の息子でなかったら、今の自分はなかった」とも述べている[2]。
- 軍人だった祖父が太平洋戦争ののち自決したことを子供の頃に聞かされ[2]、冷戦・湾岸戦争下のアメリカで青春を過ごしていたことから監督作品の『CASSHERN』『GOEMON』にて「世界平和」をテーマにしている。小説『トラとカラスと絢子の夢』は、この祖父の実話をもとにしている[8]。

- 毛皮反対プロジェクトとして『毛皮製品の残酷な生産実態を伝える映像』を創作し公開する。「美しいものと、醜いものを合わせたものが毛皮…その生産現場は残酷。この違和感に忠実になってほしい」と語った。

- 3DCGプロダクションN-DESIGN(エヌ・デザイン)と合同で2004年に設立した3DCGスクール『Alchemy』では学長を務めた。
- 2009年、ミュージシャンのYOSHIKIと映画監督の岩井俊二と共にクリエイターのためのソーシャル・ネットワーキング・サービス「FREEWORLD」を開設。
- 2014年、月額課金制のメールマガジン「PASSENGER」を創刊。
- 2016年3月劇場公開、映画監督岩井俊二の作品『リップヴァンウィンクルの花嫁』に俳優として参加。
- 自給自足まではいかないが、アメリカの自宅では鶏を飼育したり、作物を育てる。雨水を濾過し飲料水に用いている。

## 作品

### 映画
| 公開年 | 作品名           | 備考                                             |
| ------ | ---------------- | ------------------------------------------------ |
| 2004年 | CASSHERN         |                                                  |
| 2009年 | GOEMON           | 明智光秀役として自身も出演                       |
| 2015年 | ラスト・ナイツ   | クライヴ・オーウェン、モーガン・フリーマン出演   |
| 2022年 | The Little Star  | MIRRORLIAR FILMS Season2 山田孝之✕松本まりか出演 |
| 2023年 | 世界の終わりから | 主演伊東蒼 2023年4月7日全国劇場公開              |

### MV
| 発表年 | アーティスト名                           | 作品名                       | 備考 |
| ------ | ---------------------------------------- | ---------------------------- | --- |
| 2000年 | THE BACK HORN                            | 風船                         | |
| 2001年 | THE BACK HORN                            | 空、星、海の夜               | |
| 2001年 | THE BACK HORN                            | ひとり言                     | |
| 2001年 | 中村俊介                                 | 雪がとける前に…              | |
| 2001年 | 宇多田ヒカル                             | FINAL DISTANCE               | |
| 2001年 | 宇多田ヒカル                             | traveling                    | |
| 2002年 | 宇多田ヒカル                             | 光                           | |
| 2002年 | 宇多田ヒカル                             | SAKURAドロップス             | |
| 2002年 | 宇多田ヒカル                             | Deep River                   | |
| 2004年 | 宇多田ヒカル                             | 誰かの願いが叶うころ         | 監督作品『CASSHERN』主題歌                                                                                |
| 2005年 | UTADA                                    | You Make Me Want to Be a Man | |
| 2005年 | 宇多田ヒカル                             | Be My Last                   | |
| 2005年 | 宇多田ヒカル                             | Passion                      | |
| 2006年 | 宇多田ヒカル                             | Keep Tryin'                  | |
| 2006年 | GLAY                                     | 恋                           | |
| 2015年 | 三代目J Soul Brothers                    | Unfair World                 | |
| 2017年 | saisa                                    | Vicissitudes                 | |
| 2020年 | R1SE周震南                               | 爱                           | 中国人アーティスト                                                                                        |
| 2021年 | LUX OMNIA VINCIT featuringシシド・カフカ | 無重力の夜                   | 紀里谷自身が楽曲製作に参加。パイロットMOVIE「新世界」の主題歌『I Will 彼方の君へ』(featuring黒木華)も同様 |

### 演出
- 宇多田ヒカル「UTADA UNITED 2006」
- L'Arc〜en〜Ciel「L'Arc〜en〜Ciel 20th L'Anniversary TOUR」

### 写真
- 宇多田ヒカル「DISTANCE」「DEEP RIVER」「ULTRA BLUE」「Can You Keep A Secret?」「FINAL DISTANCE」「traveling」「光」「SAKURAドロップス/Letters」「COLORS」「誰かの願いが叶うころ」「Be My Last」「Passion」「Keep Tryin'」
- Mr.Children「NOT FOUND」「IT'S A WONDERFUL WORLD」
- MISIA「MARVELOUS」
- エレファントカシマシ「俺の道」
- 大黒摩季「虹ヲコエテ」
- SMAP「らいおんハート」
- ロビー・ウィリアムズ「エスカポロジー」
- 『ローレライ』宣伝ポスター（デザイン：庵野秀明）
- 雑誌『ROCKIN'ON JAPAN』表紙および巻頭特集(特集:BUMP OF CHICKEN)

他多数

### 小説
- 『トラとカラスと絢子の夢』幻冬舎、2009年 ISBN 4344016742
- 『地平線を追いかけて満員電車を降りてみた』文響社 、2020年 ISBN 9784866511658

。

### 舞台演出
- 「ハムレット」(シェイクスピア原作、長屋晃一脚本　2016年12月9日〜11日)

### その他
- 「treasure」 - 日産・スカイライン販売促進用のビデオ
- 「鉄騎」 - CM映像
- 「DEUS EX」 - ショートムービー
- 「PEGASUS」 - ショートムービー
- 「2014夏旅」 - JTBCM
- 「日本映画専門チャンネル ステーションID特別版」 - ショートムービー（出演：尾野真千子）

他多数

## 受賞歴
2004年度
- 第19回高崎映画祭 若手監督グランプリ（『CASSHERN』）

2023年度
- 第44回ポルト国際映画祭最優秀作品賞（『世界の終わりから』）

宇多田ヒカルPV監督作品
- 「traveling」　
  - 第16回日本ゴールドディスク大賞「ソング・オブ・ザ・イヤー」「ミュージック・ビデオ・オブ・ザ・イヤー」受賞。2003年「JASRAC賞」銀賞
- 「SAKURAドロップス」
  - 第17回日本ゴールドディスク大賞「ソング・オブ・ザ・イヤー」受賞
- 「誰かの願いが叶うころ」
  - 映画「CASSHERN」主題歌 。映画の出演者と共演。第19回日本ゴールドディスク大賞「ソング・オブ・ザ・イヤー」受賞
- 「Be My Last」
  - 第20回日本ゴールドディスク大賞「ソング・オブ・ザ・イヤー」受賞

## メディア出演

### テレビ
- ボクらの時代（フジテレビ）2009年4月26日 - 映画『GOEMON』(紀里谷和明が監督)に出演した江口洋介、大沢たかおとの鼎談。
- 情熱大陸（毎日放送制作・TBS系列）2009年5月17日
- 芸能人格付けチェック（ABCテレビ）2012年1月1日 - GACKTの相方として選ばれ出演。全問正解し一流芸能人で幕を閉じる。
- アナザースカイ（日本テレビ）2013年7月26日 - キューバを訪れる。
- アウト×デラックス（フジテレビ）2014年6月19日
- オトナの!（TBSテレビ）2014年7月〜8月 - 蜷川実花と共に出演。テーマは『オトナの奴隷解放運動』3週に渡って放送される。
- 情熱報道ライブ「ニューズ・オプエド」（NOBORDER NEWS TOKYO）2015年6月17日
- しくじり先生 俺みたいになるな!!2時間SP（テレビ朝日）2015年8月3日 - 「思ったことを言いすぎて日本映画界から嫌われちゃった先生」として出演。
- 山Pのkiss英語（フジテレビ）2015年10月 - 俳優山下智久を「恋の予感」をテーマにスマホで撮影し30秒動画を創る。
- メレンゲの気持ち（日本テレビ）2015年11月21日 - 映画「ラスト・ナイツ」に出演した伊原剛志と共に出演。
- ボクらの時代（フジテレビ）2015年11月22日 - 映画監督岩井俊二、園子温との鼎談。
- ブラマヨとゆかいな仲間たち アツアツっ!（テレビ朝日）2016年1月30日
- ゴロウ・デラックス（TBSテレビ）2016年3月25日 - 映画監督岩井俊二と共に出演。
- INORAN Bar（ニコニコチャンネル）2017年3月27日 - LUNA SEAのギタリスト・INORANが司会を務める番組にゲスト出演。
- OTONANI!（AbemaTV）2017年3月29日 - 「ファイナルファンタジー」の製作者で人工知能研究者の三宅陽一郎氏と「人工知能は意識を持てるのか」をテーマに対談。
- 緊急生放送！山田孝之の元気を送るテレビ（テレビ東京）2017年10月 - ゲストとして出演。
- 株式会社ニシノコンサル（AbemaTV）2018年9月7日
- 日曜美術館（NHK）2022年1月23日 - 「天使か悪魔か建築家白井晟一」ナビゲーターとして出演。
- NewsPicks「メタバースは本当に必要で人類の救いになるのか？【紀里谷和明×佐藤航陽×CEO】」2022年8月27日
- マツコ会議 （日本テレビ）2023年5月6日 - 全てのメディアや、SNS等から撤退すると発表

### ラジオ
- シンクロのシティ（エフエム東京）2010年10月18日
- TOPPAN INNOVATION WORLD ERA（J-WAVE）2020年7月 - ゲストとしてリモート出演。

### YouTube
- YouTubeチャンネル『FREEWORLDtube』にて、様々な業界からゲストを招いて紀里谷自身がインタビュー（2012年）
- 『紀里谷和明KAZUAKI KIRIYA』Official YouTubeチャンネル開設（2019年）
- 堀潤のYouTubeチャンネル『8bit News』にて、対談（2020年4月）
- 近藤麻理恵のYouTubeチャンネル『こんまりちゃんねる』にて、こんまり夫妻と対談（2020年10月）